# Lucius Afranius (Konsul)
Lucius Afranius (* etwa 112 v. Chr. oder früher; † 46 v. Chr.) war ein römischer Politiker und Heerführer der späten Republik. Im Jahr 60 v. Chr. bekleidete er das Konsulat.
Afranius stammte aus kleinen Verhältnissen und machte seine senatorische Karriere (cursus honorum) als homo novus. Sie wurde gefördert von Gnaeus Pompeius Magnus, dessen Familie in Picenum, der Heimat des Afranius, umfangreichen Landbesitz hatte. Er nahm als Legat am Krieg des Pompeius gegen Sertorius teil. Etwa 72 oder 71 v. Chr. war er Praetor und anschließend Statthalter, wohl von Hispania citerior; nach seiner nicht genau datierten Rückkehr (zwischen 69 und 67 v. Chr.) feierte er einen Triumph. Ab 66 v. Chr. war Afranius wiederum Legat des Pompeius im Krieg gegen Mithridates VI. von Pontos. Im Jahr 60 v. Chr. wurde er aufgrund starker Unterstützung durch Pompeius zusammen mit Quintus Caecilius Metellus Celer Konsul, im folgenden Jahr vielleicht Prokonsul von Gallia Cisalpina.
Afranius wurde 55 v. Chr. zusammen mit Marcus Petreius als Legat nach Hispanien entsandt, um Pompeius, den nominellen Statthalter der spanischen Provinzen, zu vertreten. Während des Bürgerkrieges hielt er zu Pompeius und kämpfte zunächst in Hispanien, wurde jedoch von Caesar derart ausmanövriert, dass er sich am 2. August 49 v. Chr. bei Ilerda mit fünf Legionen ergeben musste. Er konnte sich anschließend nach Dyrrhachium absetzen und nahm an der Schlacht von Pharsalos teil. Nach der Niederlage der Pompeianer floh er nach Africa und kämpfte in der Schlacht bei Thapsus mit. Beim Versuch, nach der Niederlage nach Spanien zu fliehen, wurde er von Publius Sittius gefangen genommen und wenige Tage später hingerichtet.